# Parks and Recreation (1.ª temporada)
A primeira temporada de Parks and Recreation foi exibida originalmente nos Estados Unidos pela rede de televisão NBC entre os dias 9 e 14 de Maio de 2009. Produzido pela Deedle-Dee Production e Universal Media Studios, a série foi criada por Greg Daniels e Michael Schur, que foram produtores executivos com Howard Klein.
A série de comédia foca em Leslie Knope (Amy Poehler), a vice-diretora do departamento de parques e recreação da cidade fictícia de Pawnee, Indiana. A temporada consistiu de 6 episódios com 22 minutos de duração, exibidos nas quintas-feiras às 8:30 p.m.. Daniels e Schur criaram o show, quando funcionários da NBC pediram à Daniels para produzir um spin-off da sua série de comédia The Office, em que Schur era escritor. Durante o desenvolvimento, os criadores decidiram que o novo show seria uma série stand-alone, apesar de compartilhar o estilo mockumentary de The Office. Assim como The Office, Parks and Recreation incentivou a improvisação entre os membros do elenco.
Os primeiros testes de exibição testes eram pobres, e muitos críticos e observadores da indústria eram céticos sobre as chances de sucesso da série. A primeira temporada recebeu críticas mistas, e vários comentaristas a acharam muito semelhante à The Office. O primeiro episódio foi assistido por 6.77 milhões de famílias, mas a audiência diminuiu quase todas as semanas seguintes na Nielsen ratings. Com uma temporada de baixa audiência, 4,25 milhões de famílias assistiram ao último episódio, "Rock Show". Apesar da baixa classificação, "Rock Show" recebeu as melhores críticas da época e convenceu  alguns críticos de que a série tinha, finalmente, encontrado o tom certo.

## Elenco

### Principal
- Amy Poehler como Leslie Knope, a directora-adjunta do departamento de parques de Pawnee, que não deixou a política estragar seu senso de otimismo, seu objetivo final é tornar-se Presidente dos Estados Unidos. Ela tem um forte amor forte por sua cidade natal (Pawnee), e quer usar sua posição para torná-la melhor.[1]
- Rashida Jones como Ann Perkins, uma enfermeira fica amiga de Leslie depois de trabalharem juntas para transformar um fosso vazio, ao lado de Ann em um parque. Ela lentamente torna-se mais envolvidos com o governo de Pawnee, devido à sua amizade com Leslie.
- Paul Schneider como Mark Brendanawicz, o planejador de cidade do governo municipal de Pawnee. Ele fica desiludido com o governo depois de ser incapaz de alcançar suas ambições de carreira. Leslie mantém uma queda secreta por ele em decorrência de um encontro romântico entre os dois há vários anos, mas Mark não compartilha de seus sentimentos. Mark auxilia Leslie com o seu plano para transformar o fosso ao lado da casa de Ann em um parque, apesar de acreditar que o plano não tem nenhuma chance de sucesso.
- Aziz Ansari como Tom Haverford, Leslie subordinado egoísta e incompetente de Leslie. Enquanto funcionário do departamento de parques, preocupa-se pouco com seu trabalho, e em vez disso, é mais focado em suas ambições empresariais. Tem grande orgulho de sua aparência pessoal e regularmente procura mulheres, apesar de ser casado.
- Nick Offerman como Ron Swanson, cínico diretor do departamento de parques e chefe de Leslie. Devido à sua visão incrivelmente da política, ele trabalha regularmente para fazer o seu departamento o mais ineficiente quanto possível. Isso o leva a bater de frente com Leslie em diversas ocasiões, visto que suas filosofias sobre a política são completamente opostas. A despeito disso, ele e Leslie tem uma grande respeito um pelo outro.
- Aubrey Plaza como April Ludgate, uma jovem apática, estagiária do departamento de parques. Ela se importa com o seu estágio, e, muitas vezes, mostra incômodo em ter de completar tarefas. Devido a sua rebeldia e falta de emoção, ela muitas vezes é aborrecida por seus colegas de trabalho, especialmente Leslie.

### Elenco recorrente
- Chris Pratt como Andy Dwyer, namorado de Ann e vocalista da banda "Mouse Rat". Antes do início da série, Andy cai no fosso ao lado da casa de Ann e quebra as duas pernas. Isso leva Ann a lutar pelo preenchimento do fosso, sendo este o começo de sua amizade com Leslie. Andy é imaturo e lento, fazendo com que Ann o mime sem parar devido a suas pernas quebradas.
- Jim O'Heir como Jerry Gergich, um funcionário do departamento de parques incompetente e amplamente ridicularizado.
- Retta como Donna Meagle, gerente de escritório sem-noção no departamento de parques.
- Pamela Reed como Marlene Griggs-Knope, mãe de Leslie. Marlene é uma política bem-sucedida e figura importante do sistema escolar de Pawnee. Devido ao seu sucesso, Leslie se esforça constantemente para impressioná-la, apesar do fato de que Marlene tem baixas expectativas em relação ao sucesso de sua filha.

### Convidados
- Alison Becker como Shauna Malwae-Tweep, jornalista do The Pawnee Journal.
- Brian Huskey como Morgan, um assediador.
- Jim Meskimen como Martin Housely, um Mc que toca em diversos eventos especiais por toda Pawnee.
- Lennon Parham como Kate Speevak, uma mãe que se opõe à construção do parque de Leslie.
- Phil Reeves como Paulo Iaresco, o gestor municipal de Pawnee, que apoia o plano de Leslie para construção de um novo parque.
- Ian Roberts como Ian Winston, um cidadão bravo que se queixa sobre comportamentos indecentes em um dos parques de Pawnee.
- Cooper e Thornton como o Dr. Harris, chefe de Ann no hospital de Pawnee.
- Jama Williamson como Wendy Haverford, cirurgiã e bela esposa de Tom.

## Episódios
| N.º geral | N.º na temp. | Título         | Dirigido por         | Escrito por                  | Exibição original   | Audiência US (milhões) |
| --- | ------------ | -------------- | -------------------- | ---------------------------- | ------------------- | ---------------------- |
| 1 | 1            | "Pilot"        | Greg Daniels         | Greg Daniels & Michael Schur | 9 de abril de 2009  | 6.77                   |
| Ann Perkins (Rashida Jones) comparece a uma reunião da prefeitura para solicitar que um fosso de construção seja prenchido após seu namorado, Andy (Chris Pratt), cair dentro dele e quebrar as pernas. Leslie Knope (Amy Poehler), uma burocrata de nível médio do departamento de parques e recreação de Pawnee, promete ajudar a transformar o fosso em um belo parque. Ela é ajudada por Tom Haverford (Aziz Ansari) e seu antigo amor, o planejador da cidade Mark Brendanawicz (Paul Schneider). Seu chefe, Ron Swanson (Nick Offerman), que acredita que o governo deve ter a mínima interferência possível, inicialmente se recusa a aprovar o projeto. Mas Mark, impressionado com o otimismo de Leslie, convence Ron a aprovar em nome de um favor.                                                                                             |              |                |                      |                              |                     |                        |
| 2 | 2            | "Canvassing"   | Seth Gordon          | Rachel Axler                 | 16 de abril de 2009 | 5.92                   |
| Leslie e o subcomitê do fosso fazem casas de lona pelo bairro para gerar apoio para seu projeto de parque e inscrever participantes para uma próxima reunião da prefeitura. O plano não vai como esperado, especialmente quando Tom se separa do grupo e começa a usar táticas questionáveis, como buscar favores de desenvolvedores em troca de tratamento preferencial. Leslie espera que a reunião pública impressione sua mãe,Marlene Griggs-Knope (Pamela Reed), funcionária da rede escola r local. No entanto, os moradores pró parque não comparecem e os adversários aparecem em grande número para expressar sua desaprovação. O projeto quase é derrubado, mas Leslie recorre a um filibustero para salvá-lo. |              |                |                      |                              |                     |                        |
| 3 | 3            | "The Reporter" | Jeffrey Blitz        | Dan Goor                     | 23 de abril de 2009 | 5.24                   |
| Leslie convida uma repórter local (Alison Becker) para escrever uma história sobre o fosso, mas a entrevista acaba mal. Com medo de uma reportagem negativa, Leslie pede a Mark para falar com a repórter, mas fica com ciúmes depois que ele dorme com ela. Quando Leslie confronta Mark, ele sai com raiva do subcomitê do fosso. Ann convence Mark a fazer as pazes com Leslie e dissuadir a repórter de usar muito de seu material negativo. Embora a reportagem ainda seja amplamente desfavorável, Leslie continua otimista. Enquanto isso, Tom tenta avançar sua carreira propositalmente perdendo jogos de Scrabble online para seu chefe, Ron.. |              |                |                      |                              |                     |                        |
| 4 | 4            | "Boys' Club"   | Michael McCullers    | Alan Yang                    | 30 de abril de 2009 | 5.29                   |
| Enquanto Andy limpa a casa para surpreender Ann, Leslie tenta se infiltrar no clube dos meninos de política ao chegar de surpresa em uma reunião depois do trabalho na prefeitura de Pawnee. Tentando se encaixar, ela abre uma cesta de presentes no valor de mais de US $ 25, quebrando as leis de ética do governo local. SEla se refere apologeticamente aos funcionários da Pawnee em um site sobre o fosso para destacar suas realizações, mas se envolve em mais problemas quando uma estagiária menor idade April Ludgate (Aubrey Plaza] publica um vídeo de si mesma bebendo no site. Leslie é chamada em um comitê de ética, mas é liberada com um aviso depois que Ron, que despreza o processo disciplinar da cidade, a defende. Leslie fica contente quando Mark diz a ela que o aviso oficialmente faz dela um membro do clube dos meninos. |              |                |                      |                              |                     |                        |
| 5 | 5            | "The Banquet"  | Beth McCarthy-Miller | Tucker Cawley                | 7 de maio de 2009   | 4.64                   |
| Durante um banquete honrando os serviços públicos de sua mãe, Leslie tenta convencer uma oficial de zoneamento local a apoiar seu projeto de parque proposto. O funcionário resiste à ideia, então a mãe de Leslie sugere que Leslie a chantageie com informações sobre o problema de bebida do marido. Leslie relutantemente concorda com a ideia, mas logo se sente desconfortável com o lado obscuro da política e decide não seguir adiante. Enquanto isso, Tom e Mark abandonam as festividades para pegar mulheres em um bar, mas Mark prefere sair com Leslie e Ann no banquete. |              |                |                      |                              |                     |                        |
| 6 | 6            | "Rock Show"†   | Michael Schur        | Norm Hiscock                 | 14 de maio de 2009  | 4.25                   |
| Leslie comparece ao que ela acredita ser uma reunião de negócios com uma governanta idosa do governo local, sem saber que sua mãe secretamente a colocou em um encontro às cegas. Ann com raiva descobre que Andy poderia ter seus gessos retirados semanas antes, mas mentiu sobre eles para que Ann o continuasse a mimar. Mark, desiludido com sua carreira, faz um passe para Ann, que ela rejeita duramente. Leslie e Mark acabam bebendo cerveja juntos no fosso e Mark tenta beijá-la, mas ela se recusa porque ele está bêbado. Mark cai no fosso. |              |                |                      |                              |                     |                        |

## Produção

### Equipe Técnica
A Deedle-Dee Productions e a Universal Media Studios produziram a primeira temporada de Parks and Recreation; os criadores da série Greg Daniels e Michael Schur foram produtores executivos com Howard Klein. Dana Gould, Morgan Sackett eAmy Poehler como produtores, e Tucker Cawley e Norm Hiscock serviram como produtores de consultoria. Daniel J. Goor foi o editor executivo de roteiros para a temporada, e Rachel Axler foi o editor de roteiro. Dean Holland, editor no The Office, também trabalhou como editor na primeira temporada de Parks and Recreation. Mike Scully, ex produtor executivo e show runner de Os Simpsons, se juntou a Parks and Recreation como um produtor de consultoria começando com o episódio "Boys' Club". Cawley deixou a série no fim da primeira temporada para criar a curta sitcom da ABC Hank, estrelando Kelsey Grammer. Gould saiu para focar em sua carreira no stand-up. Todos os demais produtores retornaram para a segunda temporada. Allison Jones, que trabalhou como diretora de elenco para The Office, trabalhou no mesmo posto em Parks and Recreation, junto com Nancy Perkins, que deu nome à personagem Ann Perkins.
O episódio piloto foi dirigido por Greg Daniels, e o último episódio foi dirigido por Michael Schur, em sua estreia nesta posição. Outros diretores incluíram Seth Gordon, diretor do documentário The King of Kong: A Fistful of Quarters; Jeffrey Blitz, que dirigiu diversos episódios de The Office; Michael McCullers, co-escritor dos dois primeiros filmes da série de Austin Powers, que dirigiu Poehler na comédia Baby Mama; e Beth McCarthy Miller, uma experiente diretora de televisão que trabalhou com Poehler no sketch comedy show Saturday Night Live. Daniels e Schur escreveram o episódio piloto, e os demais episódios da temporada foram escritos por Axler, Goor, Hiscock, Cawley and Alan Yang.

## Elenco

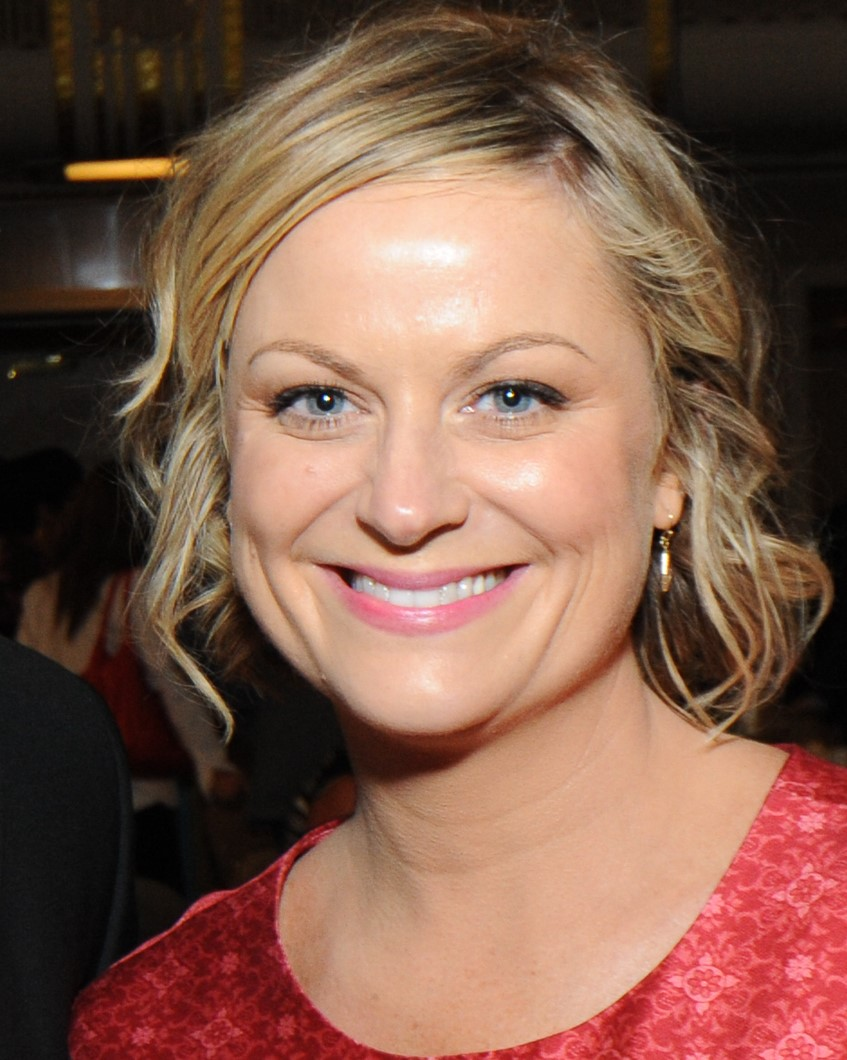
O conceito de Parques and Recreation foi solidificado, só depois que os produtores descobriram que Amy Poehler (foto) estaria disponível interpretar a protagonista.

O elenco principal de seis atores recebeu a estrela de faturamento na primeira temporada. Poehler interpretou a personagem principal, Leslie Knope, a ingênua, mas bem-intencionada, ansiosa-para-ajudar, vice-diretora do departamento de parques e recreação da cidade fictícia de Pawnee, Indiana. Poehler, disse, ao ler o script fornecido por Michael Schur, "levei cinco minutos para perceber Leslie Knope foi o melhor personagem já escrito para mim". Ela também sentiu que demorou alguns episódios antes que ela começou a "sentir o meu groove" com a personagem, mas veio a perceber que o elenco era extremamente talentoso e "acabaria por se tornar como uma família". Estavam também no elenco Aziz Ansari como Tom Haverford, um empregado sarcástico do departamento de parques, e Rashida Jones como Ann Perkins, uma enfermeira que se torna amiga de Leslie e tenta ajudá-la a transformar um gigante fosso de construção em um parque. Daniels e Schur pretendiam lançar Ansari e Jones (que já apareceu previamente em The Office como Karen Filippelli) nas primeiras fases de desenvolvimento da série, mas o conceito de Parques and Recreation não teve adesão, até que eles descobriram que Poehler estaria disponível para interpretar o papel principal. Após o seu recrutamento, o conceito geral da série foi criado e o roteiro para o episódio piloto foi escrito.
Nick Offerman interpretou por Ron Swanson, diretor do departamento de parques e recreação. Offerman tinha anteriormente feito um teste para um papel em The Office, e Schur ficou impressionado com seus talentos cômicos e queria colocá-lo no elenco, mas, em seguida, Offerman tornou-se indisponível, porque apareceu em Will and Grace, um show, estrelado por sua esposa, Megan Mullally. Schur disse, "eu escrevi seu nome em um post-it e coloquei-o em meu computador e disse, "Um Dia, vou descobrir o que fazer com esse cara." Aubrey Plaza interpretou April Ludgate, uma estagiária universitária sarcástica e desinteressada. O papel foi escrito especificamente para Plaza. Depois de conhecê-la, o diretor de elenco Allison Jones disse a Schur, "Eu acabei de conhecer a menina mais estranha que eu já conheci na minha vida. Você tem que encontrá-la e colocá-la em seu show." Schur disse, sobre conhecê-la, "Aubrey veio ao meu escritório e me fez sentir muito desconfortável por uma hora e, imediatamente, eu queria colocar ela no show," embora os escritores não estavam imediatamente certos de que direção sua personagem seguiria. Completando o elenco principal, Paul Schneider, mais conhecido por seu trabalho em filmes independentes, como o Lars and the Real Girl e The Assassination of Jesse James by the Coward Robert Ford. Ele foi escalado como Mark Brendanawicz, um planejador da cidade e amor não correspondido de Leslie. Ela ainda nutre sentimentos por Mark após um encontro casual de uma noite, anos antes. Schneider, disse que, logo no início da temporada, ele ainda se sentia inseguro, não pelo papel, mas porque ele ainda estava tentando descobrir as motivações de seu personagem. Chris Pratt interpretou Andy Dwyer, o namorado de Ann bem-intencionado, porém preguiçoso e de mente simples. Embora Pratt apareceu em todos os episódios da 1 ª temporada, ele foi creditado como ator convidado até a segunda temporada, quando ele foi promovido para o elenco principal. Andy originalmente deveria aparecer apenas na primeira temporada, mas os produtores gostaram tanto de Pratt que, quase imediatamente após a colocá-lo no elenco, decidiram fazer de Andy um personagem regular, se a série fosse renovada.
Jim O'Heir e Retta fizeram aparições regulares como Jerry Gergich e Donna Meagle, dois colegas de trabalho no departamento de parques e recreação de Pawnee. As personalidades dos dois personagens não se desenvolveram até a segunda temporada, mas Schur disse que o staff de Parques and Recreation gostava desses atores, então decidiram incluí-los no show e "trabalhar com isso mais tarde". Pamela Reed fez várias aparições como Marlene Griggs-Knope, mãe de Leslie e figura importante no sistema escolar de Pawnee. Seth Gordon, que dirigiu Reed em seu primeiro episódio, "Canvassing", disse que ela improvisou muito  durante sua audição, criando muitos elementos que ajudaram a definir sua personagem. Jama Williamson , apareceu em "Rock Show", como a cirurgiã e atraente esposa de Tom Haverford, chamada Wendy. Wendy faria inúmeras aparições na segunda temporada, durante a qual foi revelado que Haverford tinha um casamento de green card. O convidado Eric Edelstein estrelou em dois episódio da primeira temporada, "Canvassing" e "Boys' Club", como Lawrence, um vizinho descontente de Andy.

### Concepção
Imediatamente após Ben Silverman ser nomeado co-presidente da divisão de entretenimento da NBC em 2007, ele pediu a Greg Daniels para criar um spin-off de The Office, a série de comédia de episódios de meia hora que Daniels adaptou da comédia Britânica de mesmo nome, criada por Ricky Gervais. A ideia de um spin-off de The Office spin-off surgiu de uma subtrama da terceira temporada da série que seguiu personagens em uma filial do escritório em Stamford, Connecticut, separados dos outros personagens da série que estavam em Scranton, Pennsylvania. Silverman sentiu que isso poderia servir como sua própria série e começou a conversar com Daniels sobre a possibilidade de um spin-off. Daniels resistiu a ideia por vários anos por medo de diluir a qualidade de The Office, mas Silverman eventualmente insistiu na criação de uma nova série.
```
Daniels co-criou 
Parks and Recreation
 com Michael Schur, que foi escritor em 
The Office
. Assim como Daniels, Schur havia previamente trabalhado no show de comédia da NBC 
Saturday Night Live
.
[
25
]
 Ambos passaram meses considerando ideias para novas séries e debatendo se deveriam fazer uma série inteiramente nova em lugar de um spin-off,
[
1
]
```

 com muitas dessas conversas acontecendo em Norm's Diner em Van Nuys.
1. 1 2 3 4  Burns, Ashley; Schildhause, Chloe (23 de Fevereiro de 2015). «You Go Big Or You Go Home: An Oral History Of The Creation And Evolution Of 'Parks And Recreation'». Uproxx. Consultado em 10 de Abril de 2018. Arquivado do original em 10 de Abril de 2018
2. ↑  Seidman, Robert (10 de Abril de 2009). «Thursday Ratings: Modest success for Southland and Parks and Recreation». TV by the Numbers. Consultado em 6 de Dezembro de 2009. Arquivado do original em 15 de Novembro de 2010
3. ↑  Seidman, Robert (17 de Abril de 2009). «Thursday Ratings: "Southland" holds up, "Parks and Recreation" dips». TV by the Numbers. Consultado em 20 de Abril de 2009. Arquivado do original em 15 de Novembro de 2010
4. ↑  Gorman, Bill (24 de Abril de 2009). «Thursday Ratings: ABC Wins; Southland, Parks & Rec, Harper's Island All Slip». TV by the Numbers. Consultado em 26 de Abril de 2009. Arquivado do original em 15 de Novembro de 2010
5. ↑  Gorman, Bill (1 de Maio de 2009). «Thursday Ratings: ABC Wins; Southland Continues To Head South». TV by the Numbers. Consultado em 6 de Maio de 2009. Arquivado do original em 15 de Novembro de 2010
6. ↑  Gorman, Bill (8 de Maio de 2009). «Thursday Ratings: ABC Wins; Southland, Parks & Rec Still Falling». TV by the Numbers. Consultado em 9 de Maio de 2009. Arquivado do original em 15 de Novembro de 2010
7. ↑  Gorman, Bill (15 de Maio de 2009). «Ratings: ABC, Grey's Anatomy Win "Finale Thursday"; But Declines Continue». TV by the Numbers. Consultado em 15 de Maio de 2009. Arquivado do original em 15 de Novembro de 2010
8. ↑  Stanley, Alessandra (9 de Abril de 2009). «Misguided, She Yearns to Guide». The New York Times. Consultado em 6 de Dezembro de 2009. Arquivado do original em 23 de Março de 2011
9. ↑  The New York Times story erroneously refers to Norm Hiscock as "Tom". Each of the six Parks and Recreation episodes on the first season DVD credit him as "Norm Hiscock".
10. ↑  Wilson, Rainn (2009). The Office: Season Five: "The Duel" (DVD audio commentary). Universal Studios Home Entertainment
11. ↑  Fritz, Steve (9 de Novembro de 2009). «Mike Scully discusses "The Simpsons" and growing up in West Springfield». The Springfield Republican. Consultado em 7 de Dezembro de 2009. Arquivado do original em 15 de Novembro de 2010
12. ↑  No DVD da primeira temporada de Parks and Recreation, Mike Scully é creditado como produtor consultor nos últimos três episódios da temporada (começando com "Boys' Club") mas não nos três primeiros episódios.
13. ↑  Keller, Joel (15 de novembro de 2009). «Hank is truly painful to watch». TV Squad. Consultado em 9 de dezembro de 2009. Arquivado do original em 15 de novembro de 2010
14. 1 2  Schur, Michael (2009). Parks and Recreation: Season One: "Pilot" (DVD audio commentary). Universal Studios Home Entertainment
15. ↑  Jones, Rashida (2009). Parks and Recreation: Season One: "Rock Show" (DVD audio commentary). Universal Studios Home Entertainment
16. ↑  Daniels, Greg (2009). Parks and Recreation: Season One: "Pilot" (Audio commentary) (DVD). Universal Studios Home Entertainment
17. ↑  Gordon, Seth (2009). Parks and Recreation: Season One: "Canvassing" (DVD audio commentary). Universal Studios Home Entertainment
18. 1 2  Michael Schur (2009). Parks and Recreation: Season One: "The Reporter" (DVD audio commentary). Universal Studios Home Entertainment
19. ↑  Michael Schur (2009). Parks and Recreation: Season One: "Boys' Club" (DVD audio commentary). Universal Studios Home Entertainment
20. ↑  Amy Poehler (2009). Parks and Recreation: Season One: "Boys' Club" (DVD audio commentary). Universal Studios Home Entertainment
21. ↑  Michael Schur (2009). Parks and Recreation: Season One: "Canvassing" (DVD audio commentary). Universal Studios Home Entertainment
22. ↑  «You Go Big Or You Go Home: An Oral History Of The Creation And Evolution Of 'Parks And Recreation'». Consultado em 21 de agosto de 2018. Arquivado do original em 10 de abril de 2018
23. ↑  «Parks and Recreation: Season 1 : Episode 1: "Pilot"» [ligação inativa]
24. 1 2 3  «It's Not 'The Office.' The Boss Is a Woman.» [ligação inativa]
25. 1 2  «Making bureaucracy work: How NBC's "Parks and Recreation" overcame bad buzz» [ligação inativa]
26. ↑  «Paul Schneider is a "Bright Star" who prefers a low profile» [ligação inativa]
27. ↑  «"Parks and Recreation," "Community" give NBC double dose of laughs» [ligação inativa]
28. ↑  Schneider, Paul (2009). Parks and Recreation: Season One: "The Reporter" (DVD audio commentary). Universal Studios Home Entertainment
29. ↑  «Rashida Jones and Chris Pratt Talk Parks and Recreation». Consultado em 21 de agosto de 2018. Arquivado do original em 15 de novembro de 2010
30. ↑  «Interview: Michael Schur» [ligação inativa]
31. ↑  «Parks and Recreation: Interviewing co-creator Mike Schur» [ligação inativa]
32. ↑  «In the Pit with Parks and Recreation's Andy» [ligação inativa]
33. ↑  «Parks and Recreation: "The Fourth Floor"» [ligação inativa]
34. ↑  «The Poehler Effect» [ligação inativa]

De acordo com Daniels, eles eventualmente abandonaram o plano original de um spin-off, pois eles "não conseguiam encontrar o ajuste certo". Daniels e Schur consideraram duas "ideias principais" sobre uma série de uma família no estilo de documentário falso e uma versão de "mockumentary" de The West Wing", o que eles sentiram que poderia fazer a nova série focar sobre o setor público, da mesma forma que The Office foi sobre o setor privado. Eles também consideram uma série sobre um funcionário do governo local tentando reconstruir uma carreira política depois de um humilhante espetáculo público, mas acabaram por abandonar a ideia. No entanto, ela foi finalmente incorporada a história de Ben Wyatt, o personagem interpretado por Adam Scott que foi adicionado no final da segunda temporada. Daniels e Schur, especificamente, procuraram evitar uma série sobre uma "hipócrita eleição correr para um cargo" ou "burocrata que só torna tudo impossível", que eles achavam que eram esteriótipos e clichês exagerados. Depois de Poehler concordar em interpretar o papel principal, eles decidiram que o show seria em torno de uma burocrata otimista do governo em uma cidade pequena. Schur disse que procurou retratar uma "pessoa com espírito de feitoria muito otimista no meio de um mundo muito Bizantino e frustrante".
A ideia foi parcialmente inspirada pelo retrato da política local na série de drama da HBO The Wire, bem como pelo renovado interesse e otimismo sobre política decorrente da eleição presidencial de 2008 nos Estados Unidos. Schur disse que queria se concentrar sobre o envolvimento do governo na vida das pessoas em um "micro nível", porque, durante a Grande Recessão, houve uma grande discussão e especulação sobre "uma nova Grande Depressão da era da intervenção na vida das pessoas". na redação também foi atraído para a ideia de construção de uma história em torno de um relacinamento feminino nomeando Leslie Knope e Ann Perkins. Relatos de que Daniels e Schur estavam desenvolvendo uma série juntos, levaram a imprensa a especulação de que seria, de fato, um spin-off de The Office. Os produtores insistiram que sua nova série seria inteiramente independente. No entanto, o seu conceito para esta série trouxe diversos elementos de The Office, particularmente o estilo de mockumentary, que permite aos atores olharem e dirigir-se diretamente à câmera. O novo show também teria o estilo documentário de entrevistas, em que os personagens falam um-em-um com a equipe de filmagem sobre os eventos do dia. Novamente, como com a The Office, a nova série teria um roteiro, mas a improvisação seria incentivada entre os atores. Schur disse que os escritores consideraram uma idéia em que uma máquina copiadora de Scranton em The Office acabasse na direção do departamento de Parques e Recreação, de Pawnee, assim, brincando, fazendo a máquina copiadora quebrada ser a personagem de Spin-off de The Office, mas a ideia acabou abandonada. Indiana foi identificado como uma definição para a série porque, Daniels disse, "é um estado do meio-Oeste de que as pessoas não ouvem falar muito (e) não tem um monte de estereótipos ligados a ele".
A série foi agendada como uma substituta no meio de uma temporada e todos tiveram que correr com a produção para conseguir lançar o episódio de estreia em 9 de abril de 2009. Como resultado, quando a série foi exibida em um painel durante a jornada de crítica televisiva em Janeiro de 2009, a NBC não tinha ainda um episódio finalizado para ser exibido, apenas uma cópia do enredo piloto disponível para avaliação. Alguns dos papéis ainda não possuiam atores para interpretá-los, e a série em sí também ainda não tinha nome. A série então foi referida como The Untitled Amy Poehler Project ou TUAPP. O nome Public Service foi considerado, mas rejeitado por que os donos da rede televisiva não queriam ser acusados de usar este nome como zombação. Em um comercial transmitido durante a cobertura do Super Bowl na NBC em Fevereiro, foi anunciado que a série se chamaria Parks and Recreation.

### Escrita
Os escritores passaram um tempo procurando políticos locais da California e comparecendo em reuniões do Conselho da Cidade de Los Angeles. Schur disse observaram que muitas audiências da comunidade tinham presença de apenas aqueles que se opunham, muitas vezes com raiva, as propostas em análise. Isso confirmou sua impressão: "eu fui a algumas reuniões comunitárias em minha vida, e é, muitas vezes, este sentimento de total escassez. Que ninguém se importa." A representação de audiências públicas em vários episódios de Parks and Recreation foi inspirada por esta perspectiva, que também foi a base para toda a "Propaganda" do episódio. Schur perguntou a planejadores urbanos em Claremont, Califórnia, se os esforços para transformar uma construção de um fosso em um parque poderia realisticamente levar vários meses ou mais. Disseram-lhe que era perfeitamente plausível, e que recentemente eles haviam feito a abertura de terra em um parque que tinha avançado vários estágios de planejamento por18 anos. Schur disse que projeto do fosso foi concebido como um dispositivo para trazer reunir todos os personagens, o que foi parcialmente inspirado pela forma como vários personagens em The Wire foram reunidos para trabalhar juntos em direção a um objetivo comum. Os escritores originalmente imaginaram o fosso se tornando um parque apenas no final da série, embora esses planos foram alterados mais tarde e o fosso foi preenchido durante a segunda temporada.
Os residentes de Pawnee que fazem oposição a Leslie na proposta do parque foram baseados em residentes da Califórnia na vida real, os produtores encontraram pessoas que lutaram contra a construção de parques em suas cidades natais. Um desses grupos, o Comité para um Melhor Parque, foi, na verdade, em oposição aos parques em geral, e o engano do seu nome e a missão inspiraram os produtores para criar estes personagens. A equipe de Parks and Recreation trabalhou com consultores familiarizados com o trabalho do governo local, incluindo Scott Albright, Califórnia, um planejador de cidade que deu o seu feedback para a Mark Brendanawicz. a Inspiração para Ron Swanson veio de um encontro que Schur teve em Burbank com um oficial eleito, um Libertário que favoreceu o governo mínimo, e admitiu, "eu realmente não acredito na missão do meu trabalho."
Daniels e Schur escreveram o roteiro para o episódio piloto em meados de 2008. O script original retratava Leslie e Mark como sendo um pouco menos simpáticos do que na versão final. Por exemplo, no episódio de estreia, Mark pede que Ron aprove o projeto do parque, porque ele é inspirado pelo otimismo de Leslie e quer ajudá-la. No roteiro original, Mark interveio porque ele se sentiu atraído por Ann e queria uma desculpa para continuar a vê-la. Os personagens foram feitos mais simpáticos em resposta aos comentários recebidos durante a jornada de crítica televisiva e feedbacks de grupos de foco. Os episódios da primeira temporada foram escritos e desenvolvidos de forma relativamente rápida um após o outro, e Schur disse que a equipe tratou todos os seis episódios da temporada como se fosse um episódio piloto. Quando a temporada foi concluída, os escritores não haviam decidido o que iria acontecer com o desenvolvimento de enredos românticos entre Leslie e a Mark, ou a Mark e Ann.
Parks and Recreation envolve uma mistura de diálogo e comédia de improvisação. Em um exemplo, a partir do episódio piloto, o personagem de Aziz Ansari tenta flertar com Rashida Jones, quando ela fala em fórum púlibo do departamento de parques e recreação. Ansari continuou a improvisar muito tempo depois de completar o seu script do diálogo. No episódio final da temporada, "Rock Show", Andy vê uma lista de nomes que sua banda de rock já teve. Cerca de metade dos nomes usados na lista vieram diretamente do script, mas após o ator Chris Pratt criar um nome, a administração o encorajava a continuar improvisando. Pratt disse que passou por cerca de 200 nomes falsos de bandas durante a filmagem.

### As filmagens
Parks and Recreation enfrentou atrasos de produção precoces devido a Poehler estar grávida quando assinou o contrato; A filmagem teve que ser adiada até ela dar à luz.
A fotografia principal começou em 18 de fevereiro de 2009. A série foi filmada no Sul da Califórnia, e a construção do fosso destaque em toda a temporada foi escavado pelos produtores do episódio em uma propriedade subdesenvolvida em Van Nuys,  um distrito de Los Angeles. Os produtores iam de porta em porta na vizinhança, em busca da permissão de moradores para cavar. O fosso era vigiado 24 horas por dia, e paparazzis regularmente visitavam o set para tirar fotos dos atores durante as filmagens. O exterior do edifício do governo de Pawnee, e várias cenas do corredor foram gravadas no City Hall de Pasadena. O interior do departamento de parques e recreação, bem como o pátio da prefeitura, foram filmados em um estúdio de som. As janelas do set ganharam sistemas de água para simular chuva, e os peitoris das janelas incluiam pombos falsos. Cenas gravadas em parques e em outros lugares ao ar livre foram filmadas em locações em Los Angeles,  e as cenas do fórum público foram filmadas em uma escola de ensino médio.

Eu amo o ritmo da série. Desde que eu comecei a fazer gravações de câmera-única, tenho a sensação de que dura para sempre. Mas [em Parks and Recreation] vocês só sinalizam e nós vamos. É muito divertido.

Beth McCarthy-Miller,
director
Schur disse que os produtores Parks and Recreation tratam cada episódio como se estivessem gravando um documentário real. Eles geralmente gravam o suficiente para um episódio de cerca de 35-40 minutos, em seguida, o reduzem para 22 minutos usando o melhor material. Devido a atuação com imporvisações e uso de câmeras portáteis, uma grande parte do material extra é gravado e dve ser descartado para o corte final. De acordo com Poehler, "Para cada episódio, poderia provavelmente sair uma segunda série de material que foi retirado na edição." O material original da versão final do piloto de 22 minutos tinha 48 minutos de duração. Os produtores filmam cerca de 9 páginas de roteiro por dia, uma grande quantidade para os padrões de televisão norte-americana.
Embora a série compartilhe o estilo de mockumentary com The Office, Daniels e Schur procuraram estabelecer um tom ligeiramente diferente nas filmagens do episódio piloto. As entrevistas um-a-um, por exemplo, às vezes mostravam dois ângulos de câmera separados para a mesma pessoa; A gravação era intercalada para criar a versão final de cada cena. Esta técnica foi inspirada em The Five Obstructions, de 2003, um documentário experimental dirigido por Lars Von Trier e Jorgen Leth, que Daniels assistiu por sugestão do ator Paul Schneider. Parks and Recreation também faz uso frequente da técnica de jump cut técnica. Por exemplo, uma cena no episódio piloto repetidamente corta para breves excertos em que Leslie pede a permissão de Ron para prosseguir com o projeto do fosso a diante. No Início da temporada, o editor de Dean Holland desenvolveu uma técnica que pode ser usada em toda a série. Durante uma cena em "The Reporter", em que Leslie reage a citações lidas a ela por uma jornalista, Poehler improvisou uma série de piadas, muitas das quais foram, finalmente, cortadas do episódio. Holland achou que todas eram engraçadas, então ele criou uma breve montagem com diversos cortes intercalados. Os produtores procuraram emprestar autenticidade para a ficção incorporando em Pawnee elementos da vida real de Indiana. Eles contactaram o Bloomington do Upland Brewing Company e pediram cerveja vazias, garrafas e rótulos para serem usados como adereços de plano de fundo.
Os seis episódios da primeira temporada foram ao ar às quintas-feiras às 8:30 pm A estreia foi mostrada entre dois episódios da quinta temporada de The Office: "Dream Team" e "Michael Scott Paper Company". "The Reporter" originalmente deveria ser o segundo episódio na época, mas o cronograma foi alterado e "Canvassing", originalmente planejado como o terceiro episódio, foi mostrado em lugar do segundo.

## Recepção

### Avaliações
Considerando que a série foi escritas pelas mesmas pessoas que te trouxeram The Office, está começando a parecer como uma roupa 'coringa' de pôney que vai continuar vestindo aquele cavalo com selas novas, com a esperança de que niguém perceba que esteve na pista por tantas corridas que criou buracos no chão.

Linda Stasi
New York Post
A primeira temporada de Parks and Recreation começou a receber críticas antes de o primeiro episódio ir ao ar. De acordo com um relatório que vazou para o jornalista Nikki Finke em 2009, grupos foco responderam de maneira negativa a uma versão rough-cut do piloto. Muitos membros do grupo foco sentiram que a série era uma "cópia carbono" de The Office. Alguns a acharam previsível, lenta e deficiente no desenvolvimento dos personagens, e sentiram que o começo do episódio precisava explicar melhor a configuração do show e o enredo. Alguns disseram que a série carecia de personagens masculinos fortes, particularmente um que fosse "namorável". Por outro lado, disseram que a maneira como a série mostrou a burocracia governamental era "muito verdadeira" e possuia o potencial de gerar situações muito engraçadas. Enquanto o personagem de Poehler's gerou comentários mistos, o público gostou muito da atriz. O primeiro feedback levou muitos críticos e observadores da indústria céticos sobre as chances de sucesso da série. Em resposta ao vazamento, Ben Silverman, vice-presidente da divisão de entretenimento da NBC, disse que o feedback em rough cuts geralmente é negativo, mesmo em séries que acabam por se tornar um sucesso. Schur disse que o piloto foi completamente re-editado pelo menos quatro vezes após o teste com os grupos foco.
A primeira temporada recebeu avaliações indo de mistas à negativas. Muitos críticos disseram que a série era demasiadamente semelhante à The Office e seu estilo de documentário falso. Em particular, vários comentaristas disseram que a ingênua e sincera personagem Leslie Knope parecia muito com o protagonista de The Office Michael Scott, o bem intencionado, porém lento gerente de um escritório de vendas de uma companhia de papel. Maureen Ryan, revisor de televisão do Chicago Tribune, disse que Parks and Recreation superou o spin-off de Friends Joey como o "pior exemplo da tendência da NBC de estender suas franquias muito além de do que é lógico ou desejado." Daniels disse sobre as comparações entre Leslie Knope e Michael Scott, "Minha sensação é que se tivéssemos construído 'Parks and Recreation' em torno de um guerreiro Maasai, as pessoas ainda diriam, 'Ele me lembra o Michael Scott'. Não haveria maneira de escapar disso." Poehler reconheceu que há alguma validade nas comparações, mas sentiu que a série as superou com a produção de "Rock Show": "Eu acho que isso foi algo que tivemos de trabalhar no começo, e eu tenho esperanças de que nós superamos isso e que as pessoas vão começar a julgar a série isoladamente, pelo que realmente é e percebam que se trata de um mundo completamente diferente, apenas mostrado com um estilo similar."
O escritor doSalon.com Jonah Weiner disse sobre a primeira temporada, "Cada episódio foi concluido mais ou menos da mesma maneira, com a humilharação da Poehler quixotesta e burocrata adoravelmente idiota". Alguns críticos disseram que os personagens da série e seu tom geral eram muito maus nos primeiros episódios. Embora revisores elogiaram vários membros do elenco em episódios individuais, alguns disseram que os personagens de apoio em geral precisavam ser melhor desenvolvidos e deveriam receber material melhor. Muitos escreveram que alguns sub-enredos eram muito previsíveis e corriam o risco de se tornarem ultrapassados, como, por exemplo, a antiga queda de Leslie por Mark e a dúvida sobre a continuidade do relacionamento entre Ann e Andy. Others said Leslie was too unintelligent and ditzy.
 Schur disse que esta nao era a intenção dos escritores, e que o feedback propiciou mudanças imediatas nos personagens para a segunda temporada. Anos após o término da primeira temporada, Schur disse crer que muito das críticas iniciais surgiram do fato de que a audiência ainda não estava familiarizada com os personagens, e que ele acreditava que os espectadore que revisitaram os episódios gostaram mais deles por terem conhecido melhor os personagens à medida que a história progrediu.
Nem todas as avaliações foram negativas. Muitos comentaristas disseram que a série tinha potencial, e apontaram para o fato de que os primeiros episódios de The Office eram rasos antes de a série encontrar seu chão. O último episódio da temporada, "Rock Show", recebeu as melhores avaliações da temporada. Muitos comentaristas declararam que Parks and Recreation havia finalmente encontrado seu tom tanto de maneira geral quanto para a personagem Leslie Knope em particular. Muitos revisores, mesmo aqueles que não gostaram da série, aplaudiram as habilidades cômicas de Poehler's e disseram que seu talento, ritmo e carisma ajudaram a elevar a série acima de algumas de suas falhas. Os revisores também disseram que gostaram particularmente de Aziz Ansari como Tom Haverford, e Chris Pratt como Andy Dwyer. Alguns comentaristas aprovaram o cenário de Pawnee como uma boa oportunidade para satirizar a política e o governo de uma cidade pequena.
Parks and Recreation foi transmitida por sete temporadas ao longo de seis anos. Olhando para trás após a conclusão da série, a maioria dos críticos concordou que a primeira temporada foi a pior da série.. Em uma recapitulação de 2015 dos melhores episódios da série, Oliver Lyttelton e Jessica Kiang do IndieWire escreveram, "O famoso "Parks & Rec" não veio voando pelo portão. Começou com uma primeira temporada irregular, apressada e truncada, que viu os escritores lutando visivelmente para fazer Leslie Knope funcionar, e achando difícil se distanciar de "The Office"." Nate Jones do Vulture.com, revisitando a primeira temporada após o episódio final, notou que o tom da série era mais sombrio e mais cínico, e os personagens, particularmente Leslie Knope, ainda não estavam claramente definidos ou desenvolvidos. Jones escreveu"Como muitos dos primeiros episódios de comédia, as piadas são boas, mas a visão de mundo da série é difícil de definir, e, fiel ao mito, o tom nunca se une até o final." Em um artigo de 2015 para a Forbes, Allen St. John sugere que a greve dos roteiristas de 2007-2008 salvou Parks and Recreation porque ajudou a promover mudanças positivas no programa: "Na segunda temporada, os roteiristas recusaram o sarcasmo e o programa melhorou imediatamente. Leslie ainda estava entusiasmada demais, mas por baixo de toda essa energia havia um núcleo de competência e boas intenções." Ethan Alter, escritor sênior no Yahoo! Entertainment, sugeriu queo personagem Mark Brendanawicz foi pobremente concebido e um grande problema para a série durante sua primeira temporada: "Do piloto, é claro que Schneider é o cara estranho em um grupo que está tomando algum tempo para se unir de qualquer maneira." Em um artgo de 2015, o escritor Sam Donsky do Grantland disse que a primeira temporada de Parks and Recreation foi a sua favorita, embora reconhecendo que esta era uma opinião minoritária. Donsky disse que preferia o tom mais sombrio, sentiu que os personagens tinham mais liberdade de ação, e preferia a série quando "ela não se preocupava em ser amável".